# Říp
Říp — wzgórze o wysokości 455,5 m n.p.m., leżące około 5 km na południe od miasta Roudnice nad Labem w Czechach. Jest to miejsce wielokrotnie występujące w czeskich legendach i historii.
Říp jest wzgórzem bazaltowym, pozostałością trzeciorzędowego wulkanu – dziś już znacznie obniżonym przez erozję. Tutejszy bazalt zawiera oprócz oliwinu również magnetyt, co powoduje miejscową anomalię magnetyczną – na górze można obserwować odchylenie wskazówki kompasu.

## Historia
Aż do roku 1875 Říp był bezleśny, dzisiaj jednak jest prawie cała góra pokryta lasem dębowo-grabowym, rosną też jawory, sosny, jesiony i lipy. Na zboczach jest kilka punktów widokowych.
Wzgórze od najstarszych czasów zwracało uwagę ludzi i na równinie stanowiło ważny punkt orientacyjny. Nazwa góry jest przedsłowiańskiego pochodzenia i prawdopodobnie pochodzi z germańskiego *rīp „góra, wzniesienie“.
Legenda, którą jako pierwszy zapisał na początku XII wieku kronikarz Kosmas, uznaje właśnie górę Říp i jej okolice za miejsce, gdzie po raz pierwszy mieli się osiedlić pierwsi Słowianie z praojcem Czechem, na którego cześć nazwano całą ziemię. Legendę o praojcu Czechu rozwinął w XVI wieku Václav Hájek z Libočan, według którego Czech został po swojej śmierci pogrzebany w pobliskiej wsi Ctiněves (1,5 km na południowy wschód). Najnowszego opracowania dokonał w roku 1894 Alois Jirásek w Starych legendach czeskich (Staré pověsti české).

## Szczyt

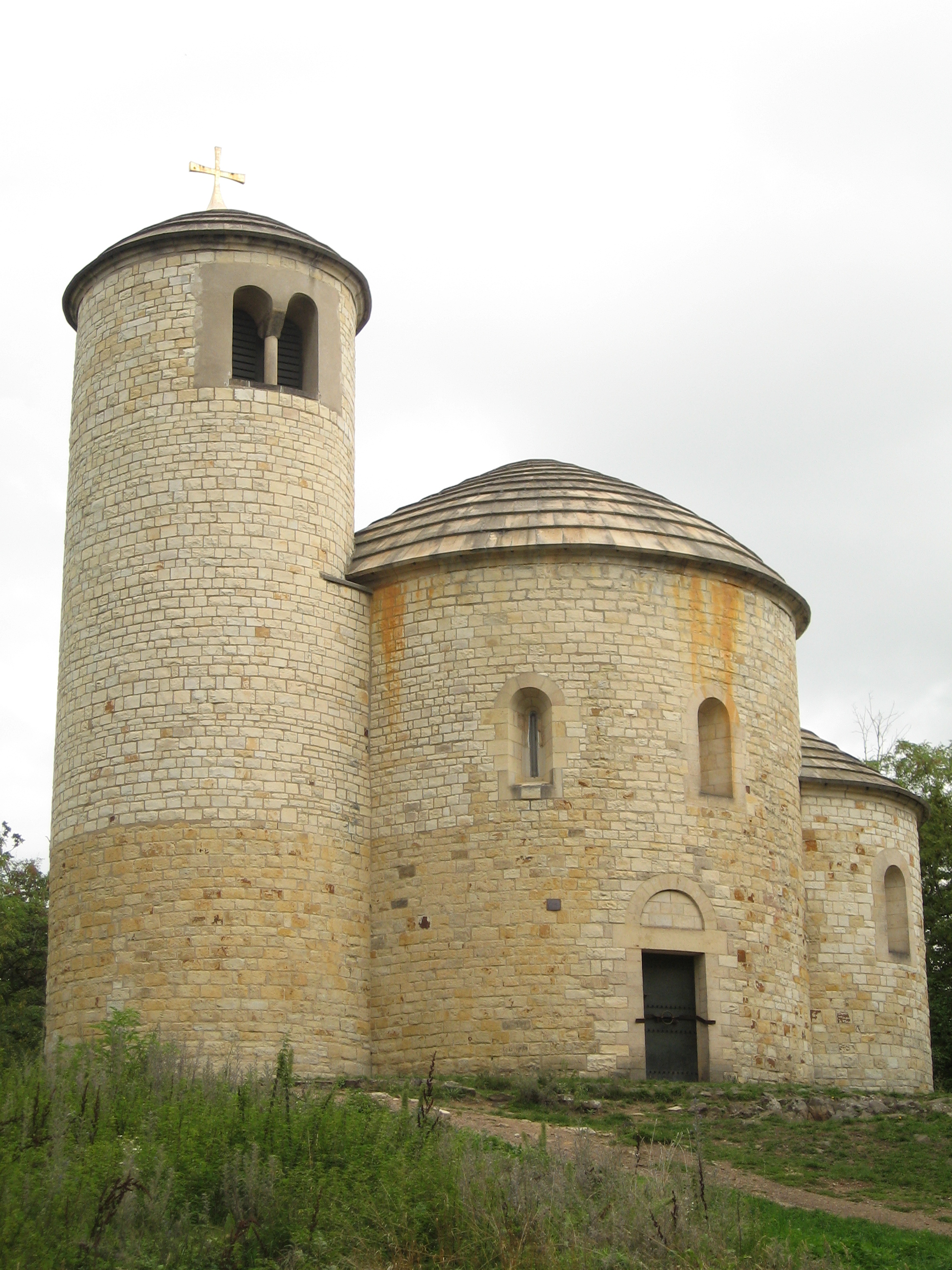
Rotunda im. św. Jerzego na szczycie

Na szczycie góry stoi romańska rotunda pw. św. Jerzego, pierwotnie pw. św. Wojciecha. Wspomina się ją w roku 1126, kiedy książę Sobiesław I na cześć zwycięstwa w bitwie pod Chlumcem kazał dotychczasowy kościółek odnowić i rozbudować o zachodnią okrągłą wieżę (na zdjęciu po lewej). Kościół, który w międzyczasie został przemianowany na św. Jerzego, został ulubionym miejscem pielgrzymek w XVII i XVIII wieku. Od połowy XIX wieku na Řípie odbywały się zgromadzenia narodowe Czechów. Jednym z najbardziej znanych zgromadzeń miało miejsce 10 maja 1868, kiedy na Řípie uroczyście wydobyto pierwszy kamień pod fundamenty praskiego Teatru Narodowego (w fundamentach teatru są kamienie z ważnych miejsc czeskich). Współczesny widok rotundy jest wynikiem remontu w 70 latach XIX wieku. Coroczna pielgrzymka odbywa się w niedzielę po dniu św. Jerzego (w Czechach 24 kwietnia).
Na szczyt prowadzi kilka szlaków turystycznych. W roku 1907 zbudowano niedaleko rotundy schronisko, które dziś działa jako restauracja. Na ścianie budynku widnieje patriotyczny napis „Czym dla Mahometa Mekka, tym Říp dla Czecha!“ („Co Mohamedu Mekka, to Čechu má být Říp!“).
Říp jest zaliczony do narodowych zabytków kulturowych.